# Koyanagi Tatsushi
Tatsushi Koyanagi (小柳 達司, sinh ngày 7 tháng 2 năm 1990) là một cầu thủ bóng đá người Nhật Bản.

## Thống kê câu lạc bộ
Cập nhật đến ngày 23 tháng 2 năm 2018.
| Thành tích câu lạc bộ | Thành tích câu lạc bộ | Thành tích câu lạc bộ | Giải vô địch | Giải vô địch | Cúp                   | Cúp                   | Tổng cộng | Tổng cộng |
| Mùa giải              | Câu lạc bộ            | Giải vô địch          | Số trận      | Bàn thắng    | Số trận               | Bàn thắng             | Số trận   | Bàn thắng |
| Nhật Bản              | Nhật Bản              | Nhật Bản              | Giải vô địch | Giải vô địch | Cúp Hoàng đế Nhật Bản | Cúp Hoàng đế Nhật Bản | Tổng cộng | Tổng cộng |
| --------------------- | --------------------- | --------------------- | ------------ | ------------ | --------------------- | --------------------- | --------- | --------- |
| 2012                  | Thespa Kusatsu        | J2 League             | 27           | 0            | 0                     | 0                     | 27        | 0         |
| 2013                  | Thespa Kusatsu        | J2 League             | 40           | 3            | 0                     | 0                     | 40        | 3         |
| 2014                  | Thespa Kusatsu        | J2 League             | 39           | 0            | 3                     | 0                     | 42        | 0         |
| 2015                  | Thespa Kusatsu        | J2 League             | 21           | 0            | 1                     | 0                     | 22        | 0         |
| 2016                  | Zweigen Kanazawa      | J2 League             | 22           | 0            | 2                     | 0                     | 24        | 0         |
| 2017                  | Zweigen Kanazawa      | J2 League             | 38           | 0            | 2                     | 0                     | 40        | 0         |
| Tổng                  | Tổng                  | Tổng                  | 187          | 3            | 8                     | 0                     | 195       | 3         |